# Olaf Backasch

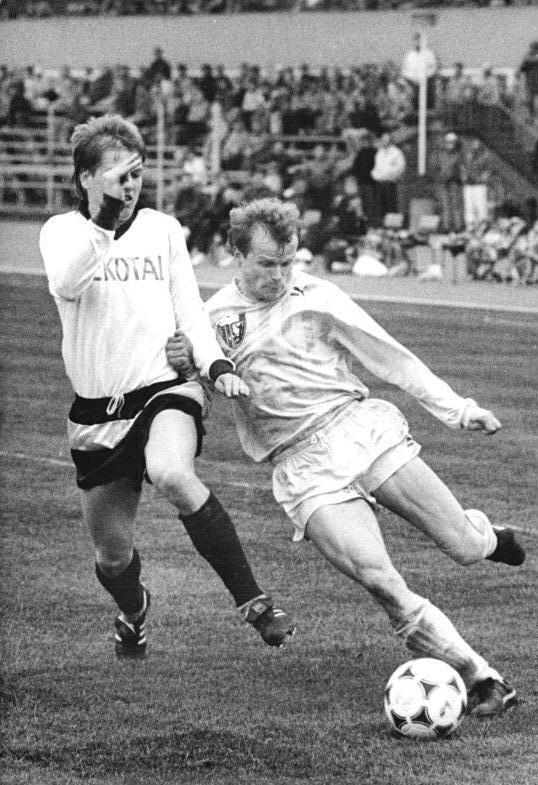
Backasch (links) 1990

Olaf Backasch (* 4. Oktober 1965 in Eisenhüttenstadt) ist ein ehemaliger deutscher Fußballspieler, der für Stahl Eisenhüttenstadt in der DDR-Oberliga und für Tennis Borussia Berlin in der 2. Bundesliga spielte.

## Laufbahn als Fußballspieler

### Stahl Eisenhüttenstadt
Backasch begann seine Laufbahn als Fußballspieler 1972 in der Kindermannschaft der Betriebssportgemeinschaft (BSG) Stahl Eisenhüttenstadt. Nachdem er alle Nachwuchsmannschaften durchlaufen und seine Lehre als Schlosser abgeschlossen hatte, wurde er zur Saison 1984/85 als Stürmer in die 1. Männermannschaft übernommen, die zu diesem Zeitpunkt in der zweitklassigen DDR-Liga spielte. Bis 1988 wurde der 1,81 m große Backasch in der Regel im Angriff eingesetzt, in der Saison 1988/89 hatte er einen Stammplatz als Libero. Die BSG Stahl schloss diese Saison überraschend als Aufsteiger in die Oberliga ab, Backasch war in allen 34 Punktspielen aufgeboten worden und als Defensivspieler zu fünf Torerfolgen gekommen. In der Oberligasaison 1989/90 funktionierte der neue Trainer Günter Reinke Backasch zum Außenverteidiger um, der ohne Anpassungsschwierigkeiten in der DDR-Eliteliga nur drei Punktspiele versäumte. Da die Eisenhüttenstädter sich den Klassenerhalt erkämpften, konnte Backasch 1990/91 ein weiteres Jahr Erstliga-Fußball spielen. Diesmal nur in 18 der 26 Oberligaspiele eingesetzt, spielte er hauptsächlich als rechter Verteidiger. Die letzte DDR-Oberligasaison diente nach der wendebedingten Auflösung des DDR-Fußballverbandes neben der Ermittlung des letzten DDR-Meisters auch als Qualifikation für die Ligen des DFB-Spielbetriebs. Der BSG-Nachfolgeverein Eisenhüttenstädter FC Stahl konnte sich nicht für die Profiligen qualifizieren, erreichte aber das Finale des letzten DDR-Pokalwettbewerbs 1990/91. In der Begegnung Hansa Rostock – FC Stahl wurde Backasch auf seiner Stammposition Rechtsverteidiger aufgeboten, verlor aber mit seiner Mannschaft 0:1. Es war sein letztes Pflichtspiel für Eisenhüttenstadt nach 19 Jahren.

### 2. Bundesliga, Amateurligen
Nach einem einjährigen Zwischenspiel beim Amateur-Oberligisten FC Berlin, dem Nachfolgeverein des DDR-Rekordmeisters BFC Dynamo schloss sich Backasch im Sommer 1992 der Mannschaft von Tennis Borussia Berlin an, die ebenfalls in der Amateuroberliga spielte. Ein Jahr später stieg er mit den Borussen in die 2. Bundesliga auf. Dort kam er erst vom 27. Spieltag regelmäßig, in der Regel als Mittelfeldspieler, zum Einsatz. Insgesamt bestritt er in der Saison 1993/94 16 Spiele in der 2. Bundesliga, in denen er zwei Tore erzielte. Am Saisonende stiegen die Berliner in die neu gegründete Regionalliga Nordost ab, dort blieb Backasch mit Borussia bis 1996 aktiv. Im Juli 1996 kehrte er zum Eisenhüttenstädter FC Stahl, mit dem er bis 2000 ebenfalls in der Regionalliga Nordost spielte.
Als Hobbyfußballer schloss sich Backasch nach dem Ende seiner leistungssportlichen Karriere dem brandenburgischen Landesligisten Neuzeller SV an. Dort war er mehrere Jahre Mannschaftskapitän und wurde 2009 Spielertrainer. Noch in der Saison 2010/2011 gehörte er zum Aufgebot der Landesligamannschaft.